# 헬로우 프랭크
헬로우 프랭크(Frank McKlusky, C.I)는 미국에서 제작된 알린 샌포드 감독의 2002년 코미디 영화이다. 데이브 셔리단 등이 주연으로 출연하였고 로버트 시몬즈 등이 제작에 참여하였다.

## 출연

### 주연
- 데이브 셔리단
- 카메론 리차드슨

### 조연
- 랜디 퀘이드
- 돌리 파튼
- 엔리코 콜라토니
- 케빈 P. 팔리
- 오슨 빈
- 차이나
- 케빈 폴락
- 트레이시 모건
- 앤디 리치터
- 조쉬 제이콥슨
- 발라리 라니엘로
- 이바 하스퍼거
- 애덤 그레거
- 애덤 캐롤라
- 조지 로페즈
- 몰리 심스
- 팻 오브라이언
- 토시 토다
- 릭 보렐리
- 첼시 본드
- 매튜 패롯
- 소여 스윗튼
- 설리반 스윗튼
- 엠마뉴엘 루이스
- 게리 오웬스
- 드레이 데이비스
- 패트릭 크랜쇼
- 스칼렛 초뱃
- 루 페리그노
- 아이삭 한슨
- 잭 한슨
- 스콧 바이오
- 게리 콜먼
- R. 리 이메이
- 채드 에버렛
- 마이크 커클랜드
- 폴 올리버
- 마이크 하제티

## 제작진
- 공동제작: 아이라 슈먼
- 미술: 빅토리아 폴
- 세트: 마틴 프라이스
- 의상: 톰 브론슨
- 배역: 게일 골드버그
- 배역: 도나 모론그
- 배역: 마시아 로스